# Golędzinów (powiat trzebnicki)
Golędzinów (niem. Kunzendorf) – wieś w Polsce położona w województwie dolnośląskim, w powiecie trzebnickim, w gminie Oborniki Śląskie. Na wschód od miejscowości rozciągają się Wilczyńskie Lasy.

## Podział administracyjny
| SIMC    | Nazwa | Rodzaj     |
| ------- | ----- | ---------- |
| 0878576 | Kierz | przysiółek |

W latach 1975–1998 miejscowość administracyjnie należała do województwa wrocławskiego.

## Infrastruktura
W roku 2013 we wsi oddano do użytku wielofunkcyjne lądowisko dla helikopterów.

## Zabytki
- dwór z pierwszej połowy XIX wieku, przebudowany na początku XX w. W 1945 obiekt przejęła spółdzielnia rolnicza, która istniała do lat 90. XX wieku. W budynku mieściła się m.in. szkoła rolnicza. Od 2008 r. pałac znajdował się w rękach prywatnych. Spłonął 29 sierpnia 2015[6].